# Бестијаријус (манга)
Бестијаријус (јап. 闘獣士 ベスティアリウス, Tōjūshi Bestiarius) је манга коју је написао и илустровао Масасуми Какизаки. Серијализовала се од 2011. до 2018. године, прво у манга ревији Weekly Shōnen Sunday, па у Shōnen Sunday Super, са укупно седам танкобона.
Издавачка кућа Darkwood је превела мангу на српски језик.

## Синопсис
Прича се одвија у фиктивној верзији старог Рима, где се робови, криминалци, сирочићи и чудовишта боре у Колосеуму, међу којима је талентовани гладијатор звани Фин.

## Стварање
Какизаки је навео да је одмалена фасциниран Римским царством, па је зато хтео да напише мангу о том периоду. Међутим, знао је да демографија која чита шонен манге не би била заинтересована за пуки реализам, те је у причу убацио змајеве и друга митска бића. Као главну инспирацију за мангу навео је филм Бен-Хур.

## Издаваштво
Бестијаријус је написао и илустровао Масасуми Какизаки. Манга се серијализовала у два часописа, са причом подељеном у виду „епизода”. Прве три „епизоде” објављивале су се од 9. фебруара 2011. до 4. марта 2015. године у часопису Weekly Shōnen Sunday, па је манга премештена у Shōnen Sunday Super где се четврта „епизода” објављивала од 25. децембра 2015. до 25. децембра 2018. године. Издавачка кућа Шогакукан је сакупила поглавља у седам танкобона; први је изашао 18. децембра 2013, а последњи 18. фебруара 2019. године.
Манга је лиценцирана за превод на српски (Darkwood), француски (Kazé), немачки (Egmont), индонежански (Elex Media Komputindo) и шпански (Milky Way у Шпанији, Ivrea у Аргентини).

### Списак томова
| - „Прва епизода - пре” - „Прва епизода - после” - „Друга епизода - први део” - „Друга епизода - други део” - „Друга епизода - трећи део” - „Друга епизода - четврти део” |

| - „Трећа епизода - први део” - „Трећа епизода - други део” - „Трећа епизода - трећи део” - „Трећа епизода - четврти део” - „Трећа епизода - пети део” - „Трећа епизода - шести део” - „Трећа епизода - седми део” |

| - „Трећа епизода - осми део” - „Трећа епизода - девети део” - „Трећа епизода - десети део” - „Трећа епизода - једанаести део” - „Трећа епизода - дванаести део” - „Трећа епизода - тринаести део” - „Трећа епизода - четрнаести део” - „Трећа епизода - петнаести део” |

| - „Четврта епизода - први део” - „Четврта епизода - други део” - „Четврта епизода - трећи део” - „Четврта епизода - четврти део” - „Четврта епизода - пети део” - „Четврта епизода - шести део” - „Четврта епизода - седми део” - „Четврта епизода - осми део” |

| - „Четврта епизода - девети део” - „Четврта епизода - десети део” - „Четврта епизода - једанаести део” - „Четврта епизода - дванаести део” - „Четврта епизода - тринаести део” - „Четврта епизода - четрнаести део” - „Четврта епизода - петнаести део” - „Четврта епизода - шестнаести део” |

| - „Пета епизода - први део” - „Пета епизода - други део” - „Пета епизода - трећи део” - „Пета епизода - четврти део” - „Пета епизода - пети део” - „Пета епизода - шести део” - „Пета епизода - седми део” - „Пета епизода - осми део” |

| - „Шеста епизода - први део” - „Шеста епизода - други део” - „Шеста епизода - трећи део” - „Шеста епизода - четврти део” - „Шеста епизода - пети део” - „Шеста епизода - шести део” - „Шеста епизода - седми део” - „Шеста епизода - осми део” - „Шеста епизода - девети део” |

## Спољашњи извори
- Бестијаријус на званичном сајту Веб Сандеја на сајту  (архивирано 2015-12-09) (језик: јапански)